# Księga cieni: Blair Witch 2
Księga cieni: Blair Witch 2 (ang. Book of Shadows: Blair Witch 2) – amerykański horror filmowy, sequel kasowej produkcji Eduardo Sáncheza i Daniela Myricka Blair Witch Project. Światowa premiera filmu miała miejsce 27 października 2000 roku, na ekranach polskich kin obraz zagościł 23 lutego 2001 r. Wydarzenia przedstawione w filmie nie są ściśle powiązane z fabułą Blair Witch Project – jedynie do nich nawiązują. Księga Cieni jest tyleż kontynuacją sztandarowego horroru z 1999 roku, co jednocześnie odrębną historią.

## Fabuła
Zafascynowany kontrowersyjnie realistycznym filmem Blair Witch Project Jeffrey – były pacjent kliniki psychiatrycznej – organizuje wyprawę do Burkittsville, by odnaleźć miejsce powstania obrazu. Towarzyszą mu czterej fani filmu: podająca się za realną czarownicę Erica, ekscentryczna gotka Kim oraz Stephen, autor książki poświęconej wiedźmie z Blair, wraz ze swoją ciężarną narzeczoną Tristen. Śmiałkowie spędzają noc przy ruinach domu Rustina Parra. Nazajutrz okazuje się, że ich rzeczy są zniszczone, a oni sami nie pamiętają wydarzeń z ubiegłego wieczoru.
Z dnia na dzień sytuacja staje się coraz bardziej obłędna – bohaterowie zaczynają się zachowywać coraz bardziej niepokojąco, czym interesuje się miejscowy szeryf, sprowokowany skargami mieszkańców okolicznych osad na fanów wiedźmy z Blair. Niebawem dochodzi również do zaginięcia jednej z dziewcząt. Wydarzenia przedstawione w filmie prowadzą ostatecznie do tyleż nietypowego, co tragicznego finału.

## Produkcja
Po olbrzymim sukcesie komercyjnym Blair Witch Project i sprzedaniu praw autorskich do realizacji kontynuacji, padła decyzja o stworzeniu sequela, bowiem popularność mitu wiedźmy z Blair nie malała. Osadzona na Florydzie wytwórnia Haxan Films, która zrealizowała oryginalny film, nie była jednak gotowa na wydanie kolejnego. Studio współtworzące pierwowzór, Artisan Entertainment, zadecydowało nakręcić film na własną rękę, zatrudniając jako reżysera Joego Berlingera, dotychczasowego twórcę filmów dokumentalnych. Daniel Myrick i Eduardo Sánchez, pomysłodawcy i kreatorzy Blair Witch Project, powrócili do pracy przy sequelu, obejmując stanowisko producentów wykonawczych. Niestety, gdy film został ukończony, stwierdzili, że ich wpływ na projekt był znikomy i nie byli zadowoleni z ostatecznej formy Księgi Cieni.
Końcowy efekt był kontrowersyjny – film znacznie różnił się od swojego pierwowzoru, będąc już wysokobudżetową produkcją, zrealizowaną w konwencji filmu fabularnego, dlatego też zdania na temat Księgi Cieni były podzielone – pomimo dobrych recenzji, krytycy, jak i wysoki odsetek fanów filmu z 1999 roku, bojkotowali produkcję Berlingera.

## Twórcy filmu
- Reżyseria: Joe Berlinger
- Scenariusz: Dick Beebe, Joe Berlinger
- Produkcja: Bill Carraro
- Zdjęcia: Nancy Schreiber
- Montaż: Sarah Flack
- Muzyka: Carter Burwell
- Scenografia: Vincent Peranio, Susan Kessel, Rob Simons, Steve George
- Kostiumy: Melissa Toth
- Produkcja wykonawcza: Daniel Myrick, Eduardo Sánchez

### Obsada
- Kim Director – Kim Diamond
- Jeffrey Donovan – Jeffrey „Jeff” Patterson
- Erica Leerhsen – Erica Geerson
- Tristine Skyler – Tristen Ryler
- Stephen Barker Turner – Stephen Ryan Parker
- Lanny Flaherty – szeryf Cravens

## Ścieżka dźwiękowa
Dwie ścieżki dźwiękowe do filmu zostały wydane: pierwsza przez Priority Records 17 października 2000 roku, drugi przez Milan Records 24 października tego samego roku.
1. „The Reckoning” – Godhead
2. „Lie Down” – P.O.D.
3. „Goodbye Lament” – Tony Iommi/Dave Grohl
4. „Dragula (Hot Rod Herman Remix)” – Rob Zombie
5. „Mind” – System of a Down
6. „Stick It Up” – Slaves on Dope
7. „Suicide is Painless” – Marilyn Manson
8. „Soul Auctioneer” – Death in Vegas
9. „PS” – Project 86
10. „Old Enough” – Nickelback
11. „Feel Alive” – U.P.O.
12. „Tommy (Don't Die)” – Steaknife
13. „Arcarsenal” – At the Drive-In
14. „Human” – Elastica
15. „Feel Good Hit of the Summer” – Queens of the Stone Age

Napisom rozpoczynającym film towarzyszyła również piosenka „Disposable Teens” Marilyna Mansona z albumu Holy Wood (In the Shadow of the Valley of Death).